# Četereže
Četereže es una villa en Serbia. Se ubica en la parte central del país, a unos 80 km al sureste de Belgrado. Tiene 641 habitantes.
La tierra alrededor de Četereže es mayormente plana y hacia el sur montañosa. Hay alrededor de 104 personas por kilómetro cuadrado, pero alrededor está escasamente poblado. La ciudad grande más cercana es Svilajnac, a 15,7 km al sur de esta. El terreno alrededor de Četereže está cubierto casi por completo por colinas.
El clima es húmedo y subtropical. La temperatura promedio es de 12 °C. El mes más caluroso es julio, con 24 °C, y enero el más frío, con −2 °C. La precipitación media es de 1,078 milímetros al año. El mes más lluvioso es mayo, con 166 milímetros de lluvia, y agosto el menos lluvioso, con 42 milímetros.